# Wasserhochbehälter Henrichshütte
Der Wasserhochbehälter Henrichshütte ist ein Wasserturm der Bauart Klönne an der Hüttenstraße (L 705) in Hattingen. Er wurde 1905 im Auftrag der Firma Henschel & Sohn, Kassel, errichtet und diente der Henrichshütte als Notreservoir für die Brauchwasserversorgung der Hochofenanlage im Falle des Ausfalls der Pumpen der Kühlwasserversorgung. Er ist 19 m hoch.
Der benachbarte Niederdruckbehälter befindet sich 70 m östlich des Wasserhochbehälters. Er wurde 1959 errichtet und besitzt ein Fassungsvermögen von 3000 m³.